# Luis García Fernández
Luis García Fernández, Luis García (Oviedo, 6 de febrer de 1981), és un exfutbolista asturià que jugava com a davanter. Com a jugador, va ser internacional amb la selecció espanyola. Va ser entrenador del primer equip de l'Espanyol des de l'abril de 2023 fins al novembre de 2023. Actualment és el seleccionador de Qatar.

## Trajectòria esportiva
Format a les categories inferiors del Reial Madrid, jugà al Reial Múrcia CF el 2003-04, abans de fitxar pel RCD Mallorca on va viure una brillant temporada marcant 11 gols. L'Espanyol es fixà en ell i el fitxà l'any 2005. El traspàs de Luis García es va valorar en 2,8 milions d'euros. Les parts van acordar que el pagament d'aquesta quantitat s'havia de fer efectiu mitjançant quinze pagarés de 186.666 euros cadascun a desemborsar trimestralment durant quatre anys.

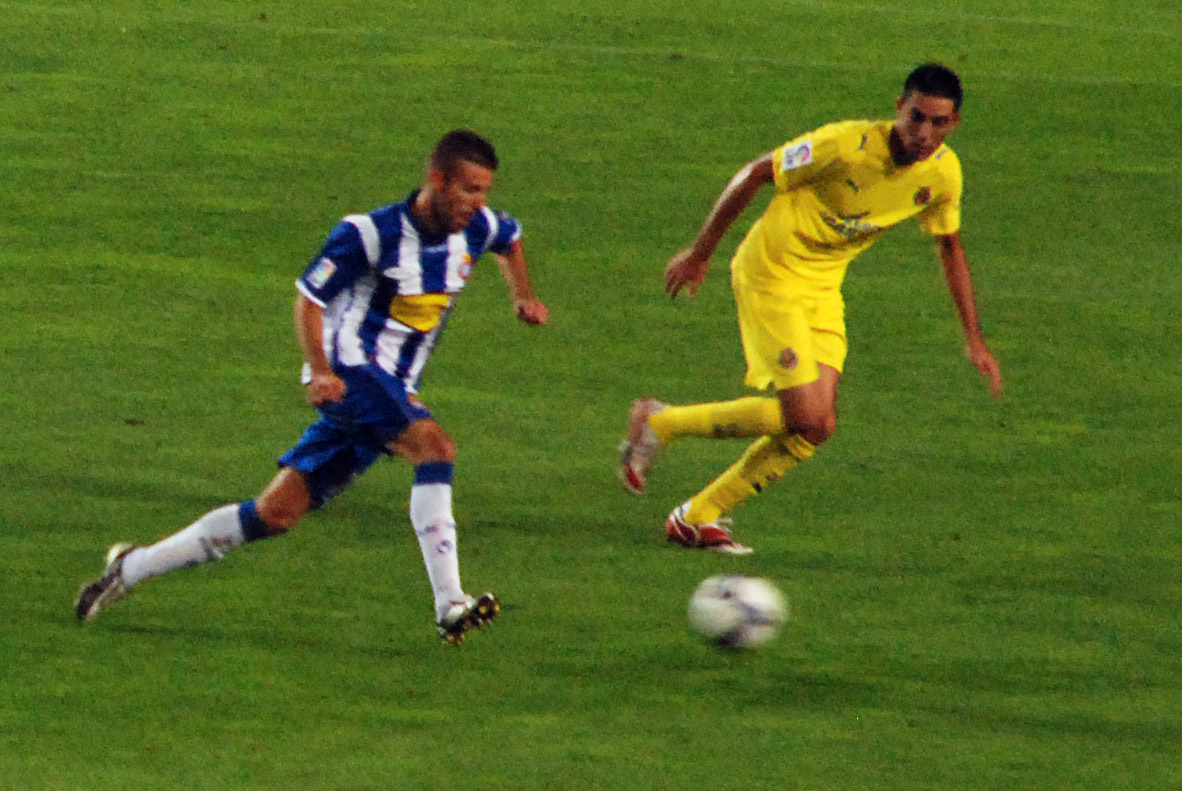
Luis García jugant amb l'Espanyol.

Al club blanc-i-blau assolí els seus primers títols com a futbolista, una copa del rei i una copa Catalunya, a més de ser finalista de la copa de la UEFA. El 2 de juny de 2007 debutà a la selecció espanyola de futbol. Fou l'autor del primer gol a l'Estadi Cornellà-El Prat.
L'any 2011 fou fitxat pel Reial Saragossa, el qual el cedí al Tigres de la UANL la temporada 2012-2013.
La seva primera experiència d'entrenador en un equip professional fou a l'Espanyol, equip al qual va començar a dirigir l'abril de 2023 sense ser capaç d'evitar-ne el descens a segona divisió.

## Palmarès
| Títol          | Club         | País      | Any       |
| -------------- | ------------ | --------- | --------- |
| Copa del Rei   | RCD Espanyol | Catalunya | 2005-2006 |
| Copa Catalunya | RCD Espanyol | Catalunya | 2005-2006 |
| Subcampió UEFA | RCD Espanyol | Catalunya | 2006-2007 |
| Copa Catalunya | RCD Espanyol | Catalunya | 2009-2010 |
| Copa Catalunya | RCD Espanyol | Catalunya | 2010-2011 |